# 國泰人壽女子籃球隊
國泰人壽女子籃球隊成立於1969年2月，其前身為由洪金生教練創立並連續保持十七年全國籃球聯賽及一至十二屆自由盃冠軍的純德女子籃球隊。淡水商工女籃隊是國泰女籃幼隊，被稱為「小國泰」。2012年又與台南市永仁高中女籃隊建教合作。國中建教合作學校則有台南市永仁高中國中部、七賢國中、大倫國中。堪稱台灣投入基層籃壇最多的企業。

## 歷史

### 創立
純德女籃的創立與維持皆由教練洪金生自己掏腰包，加上當時保送大學的球員將被禁止代表母隊參加比賽，因此在球隊實力被分散及個人財力無法負擔下，只好尋求企業界的資助與栽培。
雖然當時有幾個企業機構欲出資300萬元收購（當時天母農地一坪5元，300萬可購買20甲地），但為了球員的前途，洪金生先生沒有出讓，只提出三個條件如下：
- 一座女籃專屬體育館。
- 提供球員吃住、學雜費、運動服裝及零用錢。
- 祇要打贏球有好成績，就慰勞球員出國旅遊或移地訓練及比賽。

國泰人壽為了提倡全民體育，決定負起培植女籃隊的責任，使純德女籃不致因財力、人力的限制，而影響球隊的培養與新人的發掘訓練，更進一步使該隊成為一個有計劃、有組織的女籃球隊。
為繼續積極培養這一支女子籃球勁旅，除了聘請洪金生先生續任教練，並擬定長期訓練計劃全力推行外，尤其注重訓練環境之改進，乃斥鉅資於國泰人壽淡水教育中心興建一座符合國際標準的體育館，整合了球場、健身房、球員宿舍、球隊辦公室等，於1970年2月20日落成使用。直至1977年因不敷使用，再於教育中心東邊空地上，耗資三千多萬興建一座現代化新體育館，於1978年11月4日落成啟用，直到今日，放眼過內男子、女子籃壇皆尚未有任一支球隊的訓練場地能出其右。當時的場地材質採速維龍直接鋪設於水泥地上，由於場地太硬造成很多後起之秀的運動傷害，使得球員的銜接產生斷層現象，球隊戰績也因此而滑落，1980年蔡萬霖董事長立刻指示場地全面更新，採購美國進口一級楓木地板，當時造價700萬元。1988年新式體育館更新完工。 
自1973年起六年內摘下五屆自由盃后座（1996年停辦）、三座中正盃錦標，訪問歐美、東南亞寫下81戰全勝紀錄，締造了第一個國泰全勝期。

### 沒落
1979年及1980年因曹立妍、范雪琴、洪玲瑤的相繼退休，只差一步，與自由盃錯肩而過，1981年雖一鼓作氣再嘗勝利，但隨著力英美、王泠的退休，適齡的現役球員受傷的受傷，退步的退步，接棒的新人球技未臻成熟，新舊球員組合上陣比賽，攻堅乏力、破綻百出，球隊由絢爛歸於平淡，且步入霾晦的尷尬時期，1982年起連著五屆與自由盃錦標無緣，從1978年起整整八年與中正盃后座失之交臂。 
退居顧問的老教頭洪金生先生加快了他汲取歐美新觀念的腳步，升任教練的許輝珠雙足走過了窮鄉僻壤，一個個、一批批的新人，不論打過球與否，都在他倆誘導下走進球場。新陳代謝的工作持續著，比賽自然也不能錯過，老將帶著較預期中提前出道的覃素莉、張麗卿等新秀，經過幾次大賽的歷練後，似為被黑暗籠罩的國泰隊打出了一線曙光，但新人成熟度不夠，還是難溫冠軍夢。 

### 再起
可是失敗沒讓復仇的腳步停下，訓練與比賽也不能就此中斷，1986年年底，國泰隊來了一次有史以來最大的換血，由更年輕的球員陳珍珍、陳美莉、劉錦慧、任玉美、陳淑真、齊璘接替老將與受傷的球員，以平均年齡21.5歲、身高174.6公分的後起之秀，與年輕教練洪玲瑤的加入教練團行列，獲得中正盃后座，四個月後重嚐自由盃冠軍的滋味，年輕球員加年輕教練，國泰已逐漸脫離轉型期，由過去的系統戰邁入另一個階段，講求速度與積極的壓迫性防守，為求貫徹，教練團更訂下了無防守就沒進攻的座右銘。1987年底再作一次陣容調整，補上青女組的蔣憶德與錢薇娟，從此國泰全盛期再度來臨，新戰術新血輪，爭勝的腳步絕不停，由1989年重獲自由盃冠軍起，至今2007年祇有一次未能奪冠，國泰女籃幾可與冠軍劃上等號。

### 茁壯
洪金生先生的愛女洪玲瑤，一生追隨父親，黃金歲月幾乎都在籃球場上度過，1979年高掛球鞋後，轉任國泰訓練員、助理教練、教練，除在文化大學取得體育學士及師範大學體育碩士學位外，並自費到美國NCAA籃球名校印第安納大學取經，師承一代名教巴比奈特，學成歸國後，截長補短，把美式籃球挹注在傳統的亞洲打法及球風，匯整成現今獨步全台的「國泰籃球」。 
1990年新加坡第十三屆亞洲賽，洪玲瑤首次獨當一面，擔任總教練職務，中華隊雖輸給整軍經武、長期培訓的日本隊，落居第四，但旋在當年的北京亞運二連勝日本，摘下銅牌，她的籃球素養、帶兵哲學也漸受肯定，從此與中華隊結下不解之緣。 2006年12月於卡達杜哈亞運中率領年輕的中華女籃隊一舉擊敗南韓及日本隊，奪下空前記錄的銀牌，隔年於2007年8月再度取得世界大學運動會的第五名，連續於國際體壇揚威。
國內比賽方面，國泰女籃勢如破竹，1991年起自由杯、中正杯等合併為社甲聯賽，除第一屆獲第三外，第二屆起到2004年完成十三連霸，1995年起增辦的總統杯迄今也七度封后，含五連霸，霸業難以搖撼，並一直成為三十多年來參加國際賽的中華隊班底，自2005年起社甲聯賽改為女子超級籃球聯賽，國泰女籃已連續十八屆拿下冠軍杯，亦創下女籃三十一連霸的霸業。然而，在第五屆時出現罷賽，主因為中華籃協在2008年球團與球員管理辦法修改會議中，留下本辦法僅適用男籃，而女籃再議之決議，且辦法並未上呈主管機關體委會，亦未對外公佈。在2010之第五屆女子超級籃球聯賽中，中華電信女籃隊違規引進國泰女籃退休球員姜鳳君，中華籃協引前述未完整修訂的管理辦法予以通過，國泰女籃強烈抗議無果後，退出該屆比賽。
國泰另一位資深國手王泠，1981年退休後也留隊朝教練發展，與洪玲瑤成了最佳拍檔。目前轉任技術顧問。
2017年12月1日，洪玲瑤升任領隊，總教練由新生代鄭慧芸接任，傳承數十年的師徒將開啟國泰女籃新的一頁。
2022年1月26日，國泰以58：65敗給台元女子籃球隊，中斷例行賽跨季57連勝，也是4年來例行賽首敗。
2024年5月11日，國泰在第十九季女子超級籃球聯賽的5戰3勝制總冠軍賽中以三勝一敗成績，獲得總冠軍，創下該賽事的十四連霸，並且在女籃的賽史中，創下史無前例的三十一連霸。

## 建教合作學校
- 國中：永仁高中國中部、七賢國中、大倫國中
- 高中：淡水商工、永仁高中
- 大學：文化大學
- 過往合作學校：北投國小、石牌國小、石牌國中、溪湖國中、淡江中學國中部

## 球員

### 退休球員
洪昭貴、陳修、張素真、陳雀、郭月娥、許素貞、吳肇華、李寶貝、馬樹秀、陳淑芬、陳美枝、侯玲玲、洪玲瑤、鄧淑鴛、湯鳳蘭、黃素貞、廖滿足、力英美、王泠、廖玉雲、曹立妍、范雪琴、吳惠芳、楊榮兒、蔡哲美、邱秀葉、徐雪珠、盧淑雲、葉碧蓮、柏舟、周秀珍、余美芳、鮑明秀、潘麗芬、葉牡丹、李麗瓊、王瑪麗、張麗卿、曾雪玲、覃素莉、黃詔鈴、劉麗美、簡桂寶、劉錦慧、陳美莉、范文珠、黎筱玲、陳珍珍、任玉美、劉玉燕、陳喧喻、向淑慧、仉桂禎、王慧美、齊璘、史文美、陳嘉盈、黃雅真、錢薇娟、謝靜萍、蔣憶德、陳叙均、鍾宜娟、吳慧雪、駱燕萍、李碧鳳、高敏淇、廖甄怡、鄭慧芸、趙碧鳳、陳怡儒、黃蘭媖、詹慧玲、鄭瑩榛、夏康齡、姜鳳君、林慧美、初詠萱、劉君儀、沈碧華、林姿妤、張曉玉、李秋汶、林宛曉、潘怡伶、張慧鈺、陳萓峰、鐘育庭、吳旻芳、張寧、楊雅惠、曹雅欣、黃品蓁、羅巧惠、吳宜庭、黃袖、李婧寧、陳采炘、楊晴、黃英利、藍浩語、李宥叡、黃凡珊

## 外部連結
- 官方网站
- 國泰人壽女子籃球隊的Facebook專頁
- YouTube上的國泰人壽女子籃球隊頻道